# Фокленд
Фокленд (англ. Forkland) — місто (англ. town) в США, в окрузі Грін штату Алабама. Населення — 445 осіб (2020).

## Географія
Фокленд розташований за координатами 32°38′51″ пн. ш. 87°52′3″ зх. д. / 32.64750° пн. ш. 87.86750° зх. д. (32.647435, -87.867436).  За даними Бюро перепису населення США в 2010 році місто мало площу 9,08 км², з яких 9,05 км² — суходіл та 0,03 км² — водойми.

## Демографія
Згідно з переписом 2010 року, у місті мешкало 649 осіб у 268 домогосподарствах у складі 165 родин. Густота населення становила 71 особа/км².  Було 337 помешкань (37/км²).
Расовий склад населення:
| - 87,4 % — чорних або афроамериканців - 11,9 % — білих - 0,2 % — корінних американців |

До двох чи більше рас належало 0,6 %. Частка іспаномовних становила 0,8 % від усіх жителів.
За віковим діапазоном населення розподілялося таким чином: 24,5 % — особи молодші 18 років, 61,3 % — особи у віці 18—64 років, 14,2 % — особи у віці 65 років та старші. Медіана віку мешканця становила 41,4 року. На 100 осіб жіночої статі у місті припадало 94,9 чоловіків;  на 100 жінок у віці від 18 років та старших — 93,7 чоловіків також старших 18 років.
Середній дохід на одне домашнє господарство  становив 28 644 долари США (медіана — 19 063), а середній дохід на одну сім'ю — 35 110 доларів (медіана — 28 462). За межею бідності перебувало 48,1 % осіб, у тому числі 80,5 % дітей у віці до 18 років та 21,6 % осіб у віці 65 років та старших.
Цивільне працевлаштоване населення становило 163 особи. Основні галузі зайнятості: виробництво — 38,7 %, освіта, охорона здоров'я та соціальна допомога — 13,5 %, транспорт — 8,6 %, публічна адміністрація — 7,4 %.